# Marko Kiprusoff
Marko Kristian Kiprusoff (* 6. června 1972, Turku) je bývalý finský lední hokejista, obránce. Je starším bratrem hokejového brankáře Miikky Kiprusoffa. S finskou reprezentací vyhrál mistrovství světa 1995 (historický první finský titul). Ze světového šampionátu má též čtyři stříbra (1994, 1998, 1999, 2001). Z olympijských her v Lillehammeru konaných roku 1994 si přivezl medaili bronzovou. Hrál i na MS 1997 (5. místo), MS 2003 (5. místo) a Světovém poháru 1996 (5. místo). Za národní tým odehrál 198 utkání. Nejvyšší finskou soutěž hrál za Hämeenlinnan Pallokerho, ale hlavně za Turun Palloseura (TPS). S TPS se stal čtyřikrát mistrem Finska (1993, 1995, 1999, 2000). V roce 1995 byl ve finské lize vyhlášen nejlepším obráncem (Trofej Pekky Rautakalliona). V roce 1999 byl vyhlášen nejslušnějším hráčem soutěže (Trofej Raimo Kilpiöna). Hrál i ligu švédskou za Malmö IF, švýcarskou za Kloten Flyers, francouzskou za Ducs d'Angers, Erste Ligu za Budapešť Stars a zkusil i kariéru v zámoří, NHL hrál za Montreal Canadiens a New York Islanders, odehrál v této soutěži 51 utkání. Po skončení hráčské kariéry se stal trenérem, jako asistent působil v TPS a TuTo Turku. V roce 2012 byl uveden do Finské hokejové síně slávy.